# Sbarro

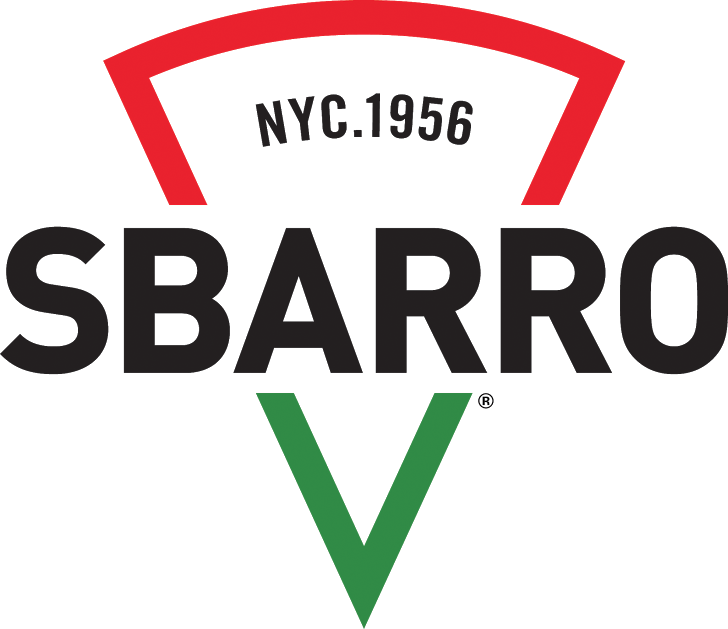

Sbarro (укр. Сбарро) — американська мережа ресторанів швидкого харчування з стравами традиційної італійської кухні. Заснована у 1956 році. Штаб-квартира — Нью-Йорк.